# Canjáyar
Canjáyar é um município da Espanha na província de Almería, comunidade autónoma da Andaluzia, de área 67 km² com população de 1506 habitantes (2009) e densidade populacional de 22,48 hab/km².

## Demografia
| Variação demográfica do município entre 1991 e 2008 | Variação demográfica do município entre 1991 e 2008 | Variação demográfica do município entre 1991 e 2008 | Variação demográfica do município entre 1991 e 2008 | Variação demográfica do município entre 1991 e 2008 |
| --------------------------------------------------- | --------------------------------------------------- | --------------------------------------------------- | --------------------------------------------------- | --------------------------------------------------- |
| 1991                                                | 1996                                                | 2001                                                | 2004                                                | 2008                                                |
| 1826                                                | 1783                                                | 1656                                                | 1575                                                | 1529                                                |